# Amerikai rezgő nyár
Az amerikai rezgő nyár (Populus tremuloides) a nyárfák (Populus) nemzetségébe tartozó faj. Észak-Amerika hidegebb tájain élő, lombhullató fa. Levelei ősszel aranysárga (ritkán vörös) színűek. Ritkán virágzik, általában a gyökeréről hajt új csemetéket, így sok helyen nagy kiterjedésű zárt erdőket alkot.

## Előfordulása
A faj Amerikában él, elterjedésének északi határát a permafroszt talaj szabja meg. Kanadában nagyon gyakori, minden tartományban és területen előfordul, talán Nunavutot kivéve. Az Egyesült Államokban legészakabbra Alaszkában a Brooks hegylánc déli lejtőin honos. Délen az alacsony fekvésű területeken Nebraska és Indiana államokban van elterjedésének határa. Ennél délebbre alacsony fekvésű területeken nem él, általában 1500-3700 méteres magasságokban található meg, főleg az Egyesült Államok nyugati részén. Mexikó hegyvidékein is szórványosan előfordul legdélebbre Guanajuato államban található meg.

## Megjelenése

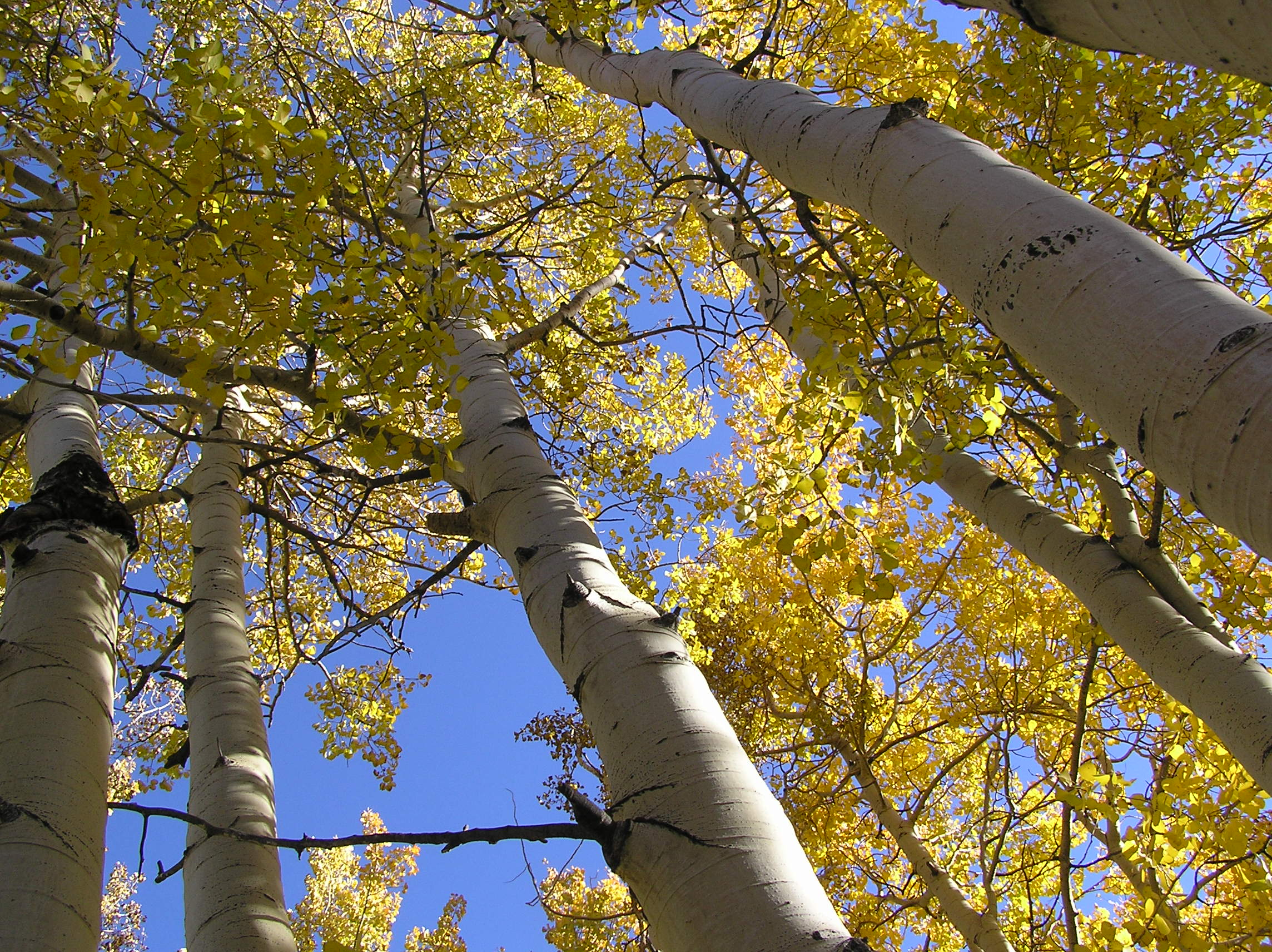
amerikai rezgő nyár erdő

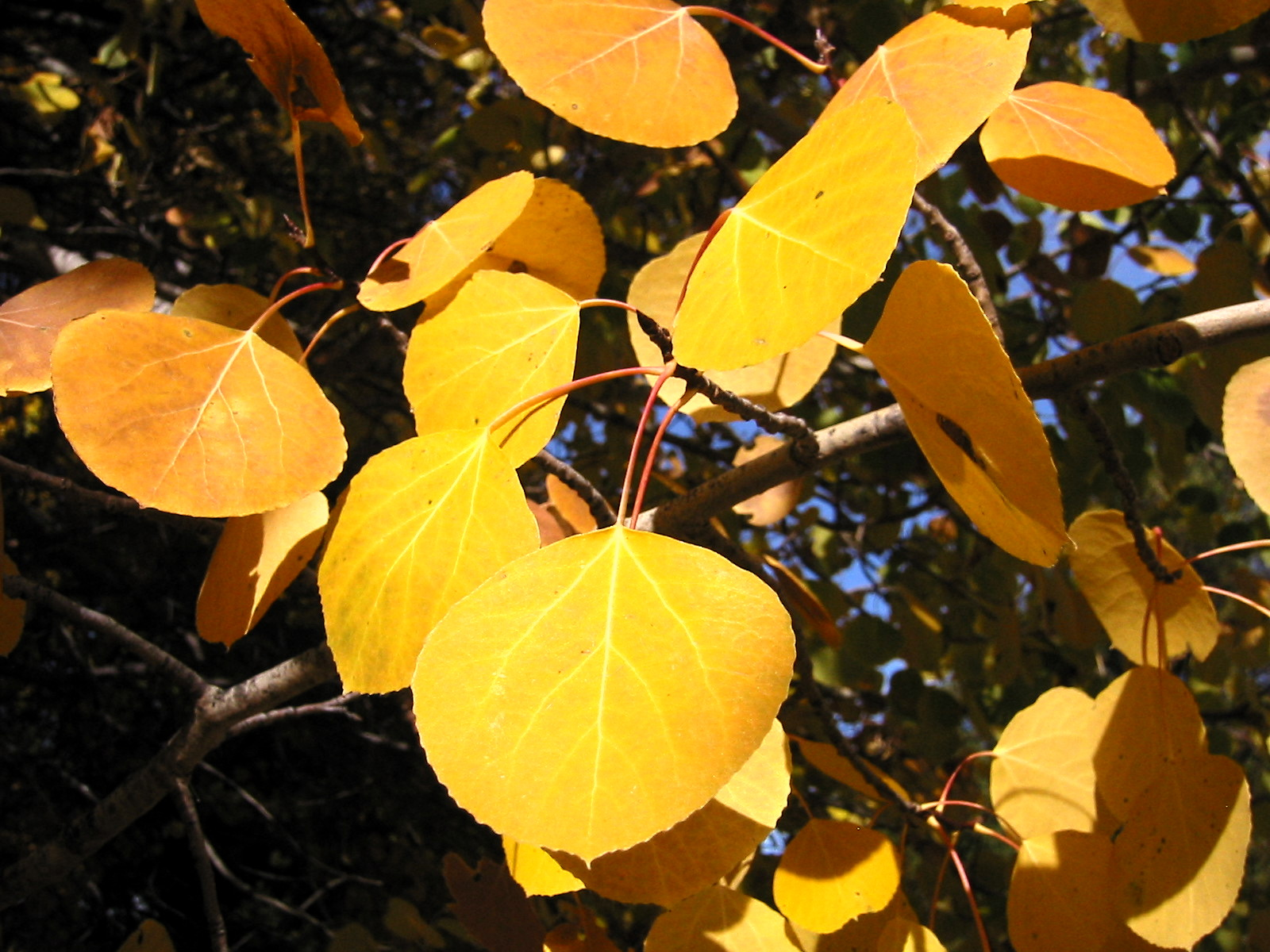
levelei

20-25 méter magasra nő, gyors növekedésű fa. Törzsének átmérője 20–80 cm. Kérge viszonylag sima, fehéres-szürkés színű, vízszintes fekete vonalak (forradások) és kiálló fekete csomók találhatók rajta.
Az idősebb fák levelei megközelítőleg kör alakúak, 4–8 cm átmérőjűek, apró fogazottság található rajtuk. A levélnyél 3–7 cm hosszú. A fiatal fáknak hosszabb, 10–20 cm-es leveleik vannak, amelyek háromszög alakúak.
Barkája 4–6 cm hosszú, kora tavasszal jelenik meg, a levelek előtt. Kétlaki növény lévén, a hím- és női virágzat különböző fákon található. Termése 10 cm hosszú. Apró tokocskákból áll (6 mm), melyek egyenként kb. tíz parányi magot tartalmaznak. A magok egy vattaszerű szövedékbe vannak beágyazva, és nyár elején ennek segítségével a szél szállítja őket.

## Életmódja

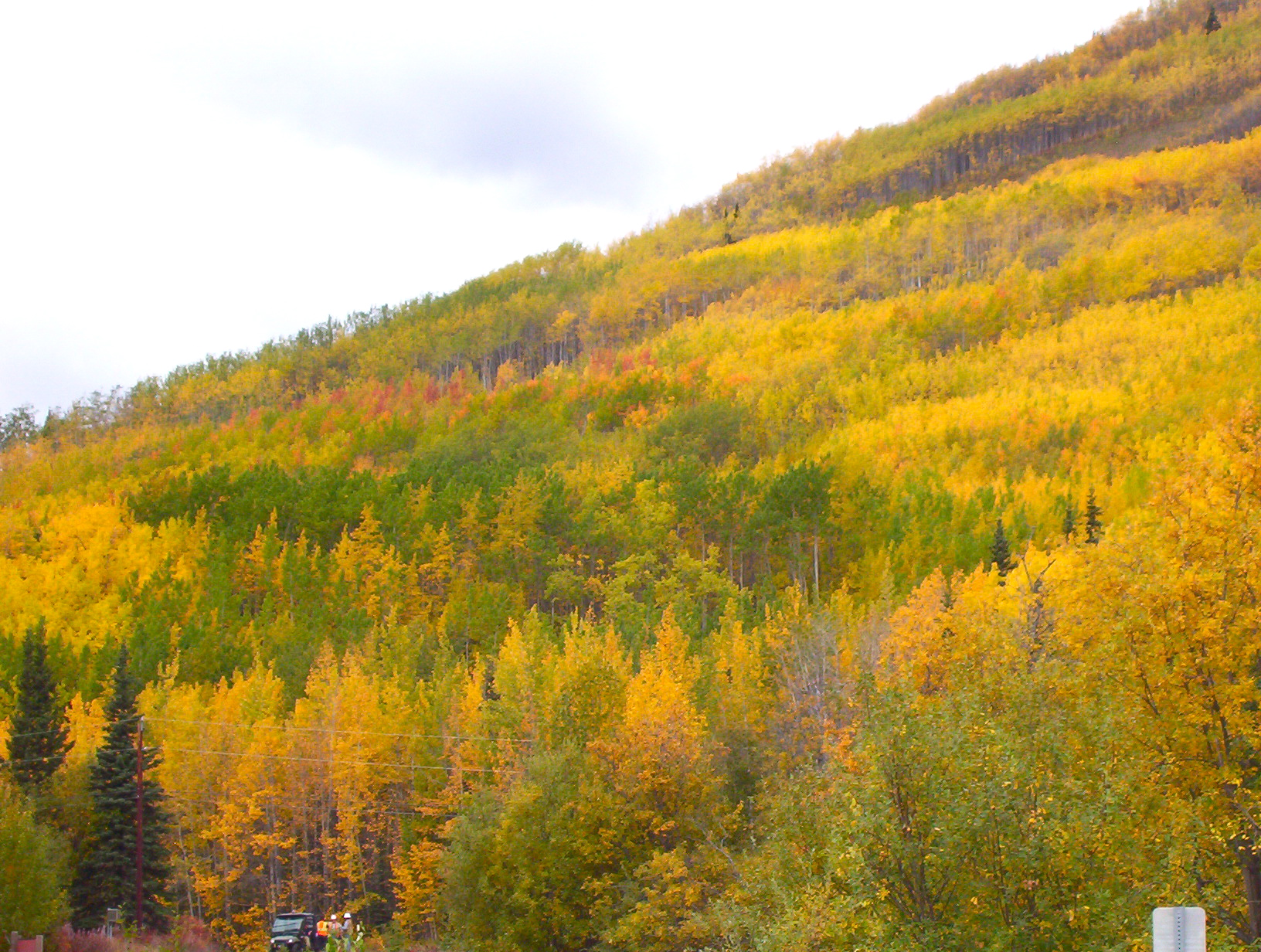
rezgő nyár klónerdő Alaszkában

Elsősorban gyökérsarjakkal szaporodik, és gyakoriak a nagy méretű klóncsoportok. Ezen erdők minden fája egy klón, és egyetlen közös gyökérzetük van. Ezeket a fákat általában egy szervezetnek tekintik. Egy utahi, Pandónak nevezett kolóniát ily módon egyesek a világ legnagyobb tömegű és legöregebb élőlényeként tartanak számon, 6 millió kg-mal, és 80 ezer évvel.
A nyárfák ritkán nőnek magról. A beporzódást akadályozza az a tény, hogy a nagy kolóniák vagy női- vagy hímnemű egyedekből állnak, ugyanis genetikailag az egyes fák azonosak. Az esetleges beporzódás estén a magok csak rövid ideig életképesek, mert nincs tápanyagraktáruk és védőburkuk.

## Hibridek
Az amerikai rezgő nyár természetes módon a következő fajokkal hibridizálódik:
- Populus alba: (P. x heimburgeri Boivin)
- Populus angustifolia: (P. x senni Boivin)
- Populus balsamifera: (P. x dutillyi Lepage)
- Populus balsamifera: x Populus deltoides (P x polygonifolia Barnard)
- Populus deltoides: (P. x bernardii Boivin)
- Populus grandidentata: (P. x smithii Boivin, P. x barnesii W. H. Wagner)